# Агрія (Краснодарський край)
Агрія — курортне селище в Туапсинському районі Краснодарського краю. Розташовано за 46 км на північ від Туапсе, за 2 км від селища Ольгінка. Санаторії «Агрія» й «Чорноморець». Дома відпочинку.  Назва санаторій і селище отримали по обривистому мису Агрія, що примикає з півночі до Ольгінської бухти.